# Silvio Arrighini
Silvio Arrighini (Milano, 19 gennaio 1924 – Padova, 7 ottobre 1966) è stato un calciatore italiano, di ruolo terzino.
È deceduto a Padova nel 1966 a 42 anni, città dove si era stabilito a fine carriera.

## Carriera
Cresce nelle giovanili del Padova per poi passare, nel 1942, al Rovigo, col quale disputa il campionato di Serie C 1942-1943, in cambio di Serafino Montanari.
Nel 1945, alla ripresa dell'attività dopo l'interruzione bellica, torna al Padova con cui disputa, sempre da titolare, il campionato 1945-1946, due campionati di Serie B (il secondo dei quali chiuso con la vittoria del Girone B) ed uno di Serie A chiuso all'undicesimo posto.
Nel 1949 passa alla Sampdoria con cui disputa due campionati da titolare, per poi trascorrerne due da rincalzo (2 sole presenze in due stagioni).
In carriera ha totalizzato complessivamente 105 presenze e 5 reti in Serie A, fra cui la rete di apertura (su rigore) del Derby della Lanterna del 3 dicembre 1950, poi vinto dalla Sampdoria per 2-1.
Nel 1948 compare, insieme ad altri calciatori, nel film 11 uomini e un pallone, diretto da Giorgio Simonelli, nella parte di se stesso.

## Palmarès

### Club

#### Competizioni nazionali
- Serie B: 1

Padova: 1947-1948